# 오페라 (2020년 영화)
오페라(Opera)는 대한민국과 미국에서 제작된, Pig: The Dam Keeper Poems 작품을 맡았던 에릭오 감독의 2020년 단편 애니메이션 영화이다.
이 영화에는 대화가 없으며 대규모의 루프에서 인간성(종교, 계층간 갈등, 인종주의, 전쟁, 테러)을 들여다보고 있다.
2021년, 아카데미 단편 애니메이션상 후보에 올랐다.